# Utilia (geslacht)
Utilia is een geslacht van vlinders van de familie sikkelmotten (Oecophoridae), uit de onderfamilie Oecophorinae.

## Soorten
- U. falcata Clarke, 1978
- U. florinda Clarke, 1978